# Duponchelia caidalis
Duponchelia caidalis is een vlinder uit de familie van de grasmotten (Crambidae), uit de onderfamilie van de Spilomelinae. De wetenschappelijke naam van deze soort is voor het eerst voorgesteld door Charles Oberthür in een publicatie uit 1888.
De soort komt voor in Algerije en Egypte.